# Aleyrodes elevatus
Aleyrodes elevatus là một loài côn trùng cánh nửa trong họ Aleyrodidae, phân họ Aleyrodinae.
Aleyrodes elevatus được Silvestri miêu tả khoa học đầu tiên năm 1934.